# Artem Radčenko
Artem Olehovyč Radčenko (in ucraino Артем Олегович Радченко?; Charkiv, 2 gennaio 1995) è un calciatore ucraino, centrocampista o attaccante del TransINVEST.

## Caratteristiche tecniche
Ala sinistra, può giocare all'occorrenza come ala destra o come seconda punta.

## Carriera

### Club
Ha giocato nella prima divisione ucraina, in quella croata, in quella lettone ed in quella maltese.
Vanta 8 presenze in Europa.

### Nazionale
Ha giocato nelle nazionali giovanili ucraine Under-16, Under-17, Under-18, Under-19, Under-20 ed Under-21.